# Leen Quist

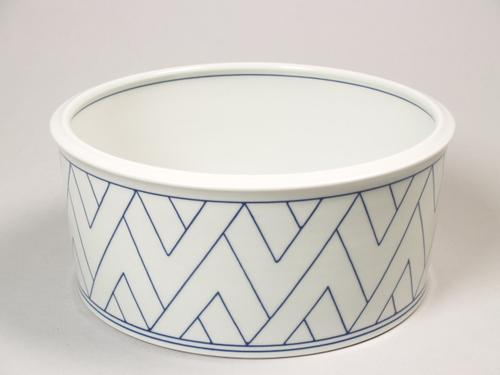
Schaal, wit, met ronde, rechte wand met decoratie van kobaltblauw hoekige lijnen, Leen Quist, 1989

Leen Quist (Sint Philipsland, 4 september 1942 – Veere, 11 april 2014) was een Nederlands keramist, die bekendstond om zijn eigen stijl, perfecte afwerking en geometrische (blauwe) lijnen. Volgens Thimo te Duits, auteur van Moderne Keramiek in Nederland (1990), getuigen de potten, schalen en dozen van Quist “van een edele eenvoud”.

## Opleiding
Quist kreeg van 1967 tot 1972 een opleiding voor leraar handvaardigheid bij de Rooms-Katholieke Vereniging voor Handenarbeid in Breda. In de zomers van 1977 en 1978 liep hij stage bij de Deense keramist Clara Andersen (1944) in Aarhus, Denemarken.

## Leven en loopbaan
Vanaf 1972 is hij leraar voor toegepaste kunst en kunstgeschiedenis aan de Stedelijke Scholengemeenschap Nehalennia in zijn woonplaats Middelburg. In deze provinciehoofdstad heeft hij in de Pijpstraat op nummer negen ook zijn atelier. In 1977 heeft hij zijn eerste van vele exposities  (bij Galerie Het Kapelhuis in Amersfoort). De laatste tentoonstelling voor zijn dood was in het Gemeentemuseum in Den Haag, naar aanleiding van een schenking van een collectie porseleinen dozen, kommen en schalen door het echtpaar José en Wil Roef-van Hest.
Na het overlijden van zijn partner, de logopedist en voordrachtskunstenaar Frans Koster in 2003, heeft Quist nauwelijks meer keramiek gedraaid. In 2012 verkocht hij zijn atelier. De laatste jaren kampte hij met uiteenlopende ziektes, die hem uiteindelijk fataal werden. Hij is op 18 april 2014 begraven en bijgezet in het graf van zijn 'maatje' Frans Koster op de gemeentelijke begraafplaats aan de Westelijke Oude Havendijk 3 in Middelburg (nummer: 115001/NM 924). Op zijn begrafenis spraken zijn broer Bram Quist, zijn collega uit het onderwijs Regula Sieber en Mienke Simon Thomas, senior conservator van Museum Boijmans Van Beuningen in Rotterdam. De muziek die ten gehore werd gebracht was van Bach (Matthäus Passion), Mozart (Pianoconcert,  Zauberflöte, Requiem) en Schubert (Mondnacht).

### Nalatenschap
Na zijn overlijden bleken alle roerende en onroerende bezittingen van Leen Quist, inclusief het huis 'Niet Altyd Somer' (Nieuwstraat 25 in Middelburg) te zijn nagelaten aan Museum Boijmans Van Beuningen in Rotterdam. Het huis werd te koop gezet, in eerste instantie voor 469 duizend euro, en een deel van de inboedel, waaronder kunstvoorwerken, antiek en schilderijen geveild. Zijn collectie naoorlogse keramiek, inclusief eigen werk, verhuisde naar het museum, 'als aanvulling op een eerdere grote schenking door Quist en zijn partner Frans Koster', zo meldt het museum op pagina 20 van zijn verslag over 2014. De objecten zijn voornamelijk afkomstig uit Scandinavië, Duitsland en Engeland.
Zijn verzameling boeken over keramiek werd toegevoegd aan de in 2014 140.000 titels tellende bibliotheek van het museum. Ook kunstvoorwerken, serviezen en bestek verhuizen naar het museum, dat alle items in het jaarverslag vermeldt.

## Werk
De keramiek van Quist heeft een geheel eigen stijl, met geomet|ische veelal kobaltblauwe patronen. Overdaad ontbreekt, eenvoud overheerst. Zijn werk hoort eerder bij de Scandinavische dan bij de Nederlandse vormgeving, maar is veel strakker dan de Scandinavische keramiek. Door het geometrische lijnenspel is het ook verwant aan  de Nederlandse Stijl en dus typisch Nederlands.
Na 1990 gebruikt Quist ook andere kleuren dan wit en blauw. Brede banden (sliblagen) in pasteltinten (geel, rozerood) geven zijn werk een minder streng karakter.
Zijn werk is opgenomen in vele particulier collecties en musea, waaronder het Gemeentemuseum in Den Haag, Museum Boijmans Van Beuningen in Rotterdam en het Rijksmuseum Amsterdam.

### Waardering
Volgens Mieke Spruit-Ledeboer (1985) maakt Quist ‘functionele keramiek in porselein van een bijzondere noblesse’. ‘Zeer eigentijds is de lineaire decoratie, die de keramist met de uiterste accuratesse en een fijn gevoel voor het decoratieve element aanbrengt. Deze bestaat uit geometrische patronen die meestal de gehele vorm ontspannen.’

### Techniek
In 1977 en 1978 maakte Quist aardewerk, daarna uitsluitend porselein. De potten werden sinds 1979 gedraaid uit porseleinaarde. De glazuurbrand had plaats in een gasoven, in reducerende atmosfeer, tot circa 1280 graden Celsius.
De lijnen zijn ingekrast en worden met kobaltblauw ingekleurde klei opgevuld.

### Datering
Vanaf 1981 is het werk van Quist genummerd. Het eerste nummer geeft het aantal aan, het tweede het jaartal:
- 1001.1981
- 1084.1982
- 1200.1983
- 1328.1984
- 1460.1985
- 1510.1986
- 1576.1987
- 1632.1988
- 1716.1989
- 1803.1990
- 1865.1991
- 1924.1992

Informatie over nummering na 1992 ontbreekt.

## Musea
Het werk van Quist is behalve in particuliere collecties ook opgenomen in de volgende musea:
- Fonds régional d'art contemporain[14], Limoges, Frankrijk
- Hetjens-Museum[15], Düsseldorf, Duitsland
- Kunstgesellschaft Spiez, Spiez, Zwitserland
- Museum Boijmans Van Beuningen, Rotterdam, Nederland
- Nederlands Keramiekmuseum Het Princessehof, Leeuwarden, Nederland
- Rijksmuseum Amsterdam[10]
- Le Musée Ariana[16], Genève, Zwitserland
- North Central Washington Museum, Wenatchee, Washington,Verenigde Staten
- Zeeuws Museum, Middelburg, Nederland
- Gemeentemuseum Den Haag, Den Haag, Nederland

## Prijzen en lidmaatschappen
- 1981: prijs van de jury voor Hervorragendes Dekor in Spiez
- 1982: lid van de Académie Internationale de la Céramique in Genève[17]

## Publicaties
- Kunstbeeld, november 1980, pagina 36.
- Mieke Spruit-Ledeboer en Maarten van Thiel, De hedendaagse gebruikskeramiek in Nederland, 1981.
- Kunstbeeld, november 1981, pagina 31.
- Saskia de Bodt, ‘Quist maakt keramiek met strenge vormgeving’, in: NRC Handelsblad, 18 december 1982, pagina 8.
- Mieke G. Spruit-Ledeboer, Nederlandse Keramiek 1975/1985, Amsterdam, 1985, pagina 152.
- Peter Sijnke, ‘Het perfectionisme van Leen Quist’, in: De Vlissinger, 7 september 1988.
- Danish Ceramic Artists and Leen Quist, catalogus bij de gelijknamige tentoonstelling in het Singer Museum in Laren en Galerie Amphora[18] in Oosterbeek, Oosterbeek, 1990, pagina 44 en 45.
- Thimo te Duits, Moderne Keramiek in Nederland / Modern Ceramics in the Netherlands, Den Haag, 1990, pagina 116 en 117.
- Arendo Joustra, ‘Echo van de Stijl’, in: Elsevier, 18 augustus 1990, pagina 70-71.
- ‘Vijftien keramisten en Leen Quist’, in: Algemeen Dagblad, 24 augustus 1990, pagina 29.
- Hetty Terwee, ‘Diep respect voor traditioneler vormen’, in: NRC Handelsblad, 8 september 1990.
- T.G. te Duits, De Noordelijke traditie, Leen Quist, keramiek & de keramiekcollectie Koster en Quist, catalogus bij de expositie in Museum Boijmans Van Beuningen,  Rotterdam, 1993.
- Mieke van der Jagt, ‘Keramiek bepaalt het leven’, in: Provinciale Zeeuwse Courant, 5 februari 1993.
- Hetty Terwee, ‘Verstandelijke en intuïtieve keramiek. Leen Quist en de noordelijker traditie in Boymans’, in: NRC Handelsblad, 24 februari 1993.
- Nico Out, ‘Oases van schoonheid’, in: Provinciale Zeeuwse Courant, 9 juli 1993.
- Caroline, Benedict und Gabriele Köster und Gisela Reineking-von Bock, Keramik aus Kösters Kunstkammer, 1999, pagina 113.
- Jeroen Vliegenberg, ‘De kracht van de eenvoud’, in: Provinciale Zeeuwse Courant, 1 april 2000.
- Ben van den Aarssen, ‘Nuchtere, noordelijke en rechtlijnige keramiek van Leen Quist: “Ik vind mijn vrijheid binnen de traditie”’, in: Dagblad voor Zuidwest-Nederland, 13 april 2000.
- Thea Figee, ‘Voor kleikunstenaar Leen Quist geldt “minder is eer”’, in: Utrechts Nieuwsblad, 26 februari 2004.
- A.J. Snel, ‘Leen Quist, keramist. Op weg naar het volmaakte evenwicht’ in: Zeelandboek, 2005, pagina 196-206
- P. Kuyer, en G. Schipperheijn, 'De stille muziek van Leen Quist', in: Keramiek nummer 1. 2009.
- Rolf Bosboom, ‘Kunstenaar Leen Quist ziet zich gedwongen te stoppen met porselein’, in: Provinciale Zeeuwse Courant, 3 december 2012, pagina 17.
- ‘Leen Quist en de kunst van het verzamelen: “Ik kan er echt emotioneel van worden” (interview)’, in: Eenmaal andermaal. De porseleinschatten van Willem Bal (een uitgave bij de gelijknamige tentoonstelling in het Zeeuws Museum, juni 2012/april 2013, pagina 8-11).[19]
- Edith Ramakers, ‘Keramist Leen Quist laat een krachtig handschrift na’, in: Provinciale Zeeuwse Courant, 15 april 2014.
- ‘Keramist leen Quist overleden’, in: De Telegraaf, 18 april 2014, pagina T15.

## Collectie Koster & Quist
Samen met zijn partner Frans (Hendrik) Koster (IJmuiden 25 december 1925 – Middelburg 11 maart 2003), die hij in 1966 leerde kennen, was Quist sinds midden jaren zeventig een verwoed verzamelaar van hedendaags keramiek. Ze begonnen te verzamelen om te ontdekken wat verzamelen eigen inhoudt. In eerste instantie dachten ze aan Middelburgs zilver, maar dat bleek te kostbaar en de vlechtwerken waren moeilijk te conserveren. Toen kozen ze voor keramiek. Hun eerste kommetje kostte zestig gulden. Dat vonden ze een belachelijk hoog bedrag. Maar ze waren inmiddels verloren.
Eerst verzamelden ze vooral Deense kunstenaars als Clara Andersen, Gutte Eriksen en Gertrud Vasegaard. Later ook van Duitse, Engelse, Zwitserse en Oostenrijkse keramisten. De grote verzameling van voornamelijk ‘containers’ is nog tijdens hun leven geschonken aan het Museum Boijmans Van Beuningen in Rotterdam.
Door hun vriendschap met uiteenlopende kunstenaars in binnen- en buitenland, bevatte hun collectie niet alleen keramiek, maar ook tekeningen en schilderijen. Zo hing in hun huis werk van Claire Bonebakker, Dirk van Gelder, Hans Heeren en Piet Meeuwse, die alle vier voor kortere of langere tijd als kunstenaar op Walcheren hebben gewerkt.

## Archief
Het archief van Leen Quist bevindt zich op verschillende locaties.
- Museum Boijmans Van Beuningen
- Mationaal Ontwerp Archief
- Biografische gegevens bij RKD-Nederlands Instituut voor Kunstgeschiedenis
- Zeeuws Archief